# EFHD1
EFHD1 (англ. EF-hand domain family member D1) – білок, який кодується однойменним геном, розташованим у людей на 2-й хромосомі. Довжина поліпептидного ланцюга білка становить 239 амінокислот, а молекулярна маса — 26 928.
| 10         |  | 20         |  | 30         |  | 40         |  | 50         |
| ---------- |  | ---------- |  | ---------- |  | ---------- |  | ---------- |
| MASEELACKL |  | ERRLRREEAE |  | ESGPQLAPLG |  | APAPEPKPEP |  | EPPARAPTAS |
| ADAELSAQLS |  | RRLDINEGAA |  | RPRRCRVFNP |  | YTEFPEFSRR |  | LIKDLESMFK |
| LYDAGRDGFI |  | DLMELKLMME |  | KLGAPQTHLG |  | LKSMIKEVDE |  | DFDGKLSFRE |
| FLLIFHKAAA |  | GELQEDSGLM |  | ALAKLSEIDV |  | ALEGVKGAKN |  | FFEAKVQALS |
| SASKFEAELK |  | AEQDERKREE |  | EERRLRQAAF |  | QKLKANFNT  |  |            |

A: Аланін

C: Цистеїн

D: Аспарагінова кислота

E: Глутамінова кислота

F: Фенілаланін

G: Гліцин

H: Гістидин

I: Ізолейцин

K: Лізин

L: Лейцин

M: Метіонін

N: Аспарагін

P: Пролін

Q: Глутамін

R: Аргінін

S: Серин

T: Треонін

V: Валін

Кодований геном білок за функцією належить до фосфопротеїнів. 
Задіяний у такому біологічному процесі, як альтернативний сплайсинг. 
Білок має сайт для зв'язування з іонами металів, іоном кальцію. 
Локалізований у мембрані, мітохондрії, внутрішній мембрані мітохондрії.